# Pihis
Ne pas confondre avec Pihi, chef amérindien.
Le mot Pihi, créé par Guillaume Apollinaire, apparaît pour la première fois dans le recueil Alcools. Il désigne des oiseaux imaginaires venus « De Chine », ne possédant qu'une aile et étant ainsi forcés de voler en couple.  Or il existe dans la mythologie chinoise des oiseaux similaires, nommés 比翼鸟, en pinyin biyi niao (biyi signifiant « côte-à-côte » et niao « oiseau »), en anglais également nommés Jian birds ; il est donc très probable que Apollinaire, à la suite selon Claude Debon de la lecture d'un numéro de la Revue asiatique de 1896, ait simplement transcrit le mot biyi en langue romane, ce qui aurait donné Pihi.

## Mentions littéraires
Le poème Zone qui ouvre le recueil nous fournit des détails sur ces oiseaux chimériques : 
De Chine sont venus les pihis longs et souples
Qui n’ont qu’une seule aile et qui volent par couples
Ils réapparaissent dans le poème Les Fenêtres issu du recueil Calligrammes :
Du rouge au vert tout le jaune se meurt
Quand chantent les aras dans les forêts natales
Abatis de pihis
Il y a un poème à faire sur l'oiseau qui n'a qu'une aile